# Leonard Mlodinow

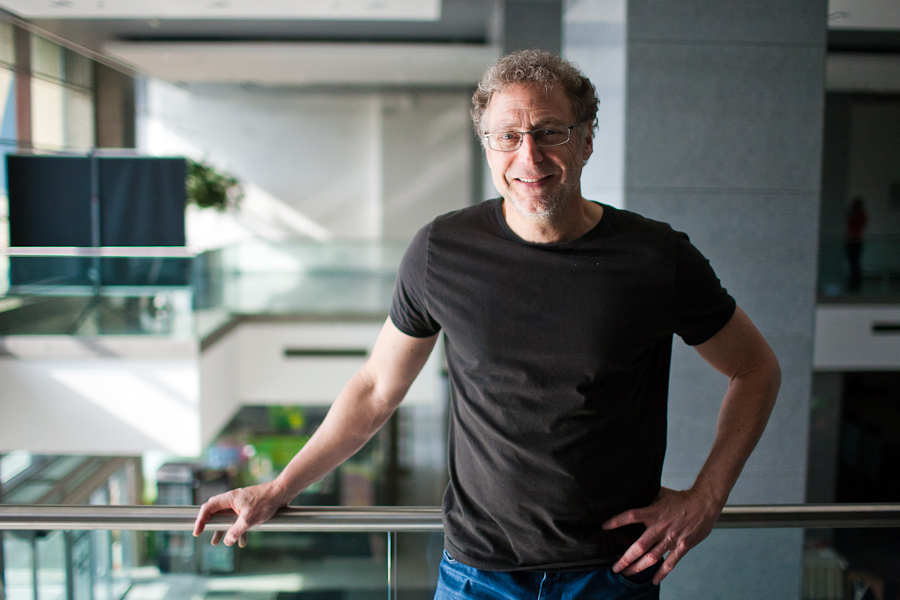
Leonard Mlodinow (2012)

Leonard David Mlodinow (* 1954 in Chicago) ist ein US-amerikanischer Physiker und Autor.

## Leben
Während seiner Promotion an der University of California, Berkeley sowie am California Institute of Technology (Caltech) entwickelte er eine neue Art der Störungstheorie für Eigenwert-Probleme in der Quantenmechanik. Später erhielt er ein Stipendium der Alexander-von-Humboldt-Stiftung und arbeitete am Max-Planck-Institut für Astrophysik in Garching bei München, wo er zusammen mit Mark Hillery grundlegende Forschung zur Quantentheorie von dielektrischen Stoffen betrieb. Zurzeit ist Leonard Mlodinow Gastdozent am Caltech.
Neben seiner physikalischen Forschung und populärwissenschaftlichen Veröffentlichungen hat Mlodinow auch Drehbücher für verschiedene Fernsehserien wie Raumschiff Enterprise: Das nächste Jahrhundert und MacGyver sowie zusammen mit Matt Costello eine Kinderbuchserie verfasst.

## Auszeichnungen
Mlodinows Arbeit wurde mit folgenden Preisen und Ehrungen ausgezeichnet:
- 2013 PEN/E. O. Wilson Literary Science Writing Award für sein Werk Subliminal: How Your Unconscious Mind Rules Your Behavior.[1]
- 2008 Pobert-P.-Balles-Preis für Kritisches Denken des Committee for Skeptical Inquiry (CSI) für sein Werk The Drunkard’s Walk: How Randomness Rules Our Lives.[2]

## Schriften
- The large N expansion in quantum mechanics. University of California, Berkeley, 1981 (Dissertation)
- Euclid’s Window. 2001
  - Das Fenster zum Universum. Eine kleine Geschichte der Geometrie. Campus-Verlag, Frankfurt/New York 2002, ISBN 3-593-36931-1
- Feynman’s Rainbow. 2003
  - Feynmans Regenbogen. Die Suche nach Schönheit in der Physik und im Leben. Reclam, Leipzig 2005, ISBN 3-379-00826-5; Rowohlt-Taschenbuch-Verlag, Reinbek 2007, ISBN 978-3-499-62177-2
- mit Stephen Hawking: A Briefer History of Time. 2005
  - Die kürzeste Geschichte der Zeit. Rowohlt, Reinbek 2006, ISBN 3-499-62197-5; Rowohlt-Taschenbuch-Verlag, Reinbek 2006, ISBN 978-3-499-62197-0
- The Drunkard’s Walk: How Randomness Rules Our Lives. 2008
  - Wenn Gott würfelt oder Wie der Zufall unser Leben bestimmt. Rowohlt-Taschenbuch-Verlag, Reinbek 2009, ISBN 978-3-498-04514-2
- mit Stephen Hawking: The grand design. 2010
  - Der große Entwurf: Eine neue Erklärung des Universums. Rowohlt. Reinbek 2010, ISBN 978-3-498-02991-3; Rowohlt-Taschenbuch-Verlag, Reinbek 2011, ISBN 978-3-499-62301-1
- mit Deepak Chopra: War of the Worldviews: Science vs. Spirituality. 2011
  - Schöpfung oder Zufall? Wie Spiritualität und Physik die Welt erklären – Ein Streitgespräch. E-Book. Arcana, 2012, ISBN 978-3-641-07358-9
- Subliminal: How Your Unconscious Mind Rules Your Behavior. 2012
- Stephen Hawking: A Memoir of Friendship and Physics. 2020
  - Stephen Hawking. Erinnerungen an den Freund und Physiker. Rowohlt, Hamburg 2020, ISBN 978-3-498-00157-5
- Emotional: How Feelings Shape Our Thinking. Pantheon, New York 2022, ISBN 978-1-5247-4759-6.